# Шиловский район (Центрально-Чернозёмная область)
Шиловский район — административно-территориальная единица в составе Тульской губернии и Центрально-Чернозёмной области, существовавшая в 1924—1930 годах. Центр — село Шилово.
Шиловский район был образован 9 июля 1924 года в составе Ефремовского уезда Тульской губернии.
31 августа 1925 года Ефремовский уезд был упразднён и Шиловский район перешёл в прямое подчинение Тульской губернии.
16 июля 1928 года Шиловский район был передан в состав Елецкого округа Центрально-Чернозёмной области.
23 июля 1930 года в связи с ликвидацией окружной системы в СССР Шиловский район перешёл в прямое подчинение Центрально-Чернозёмной области.
Осенью 1930 года Шиловский район был упразднён, а его территория передана Данковскому району.